# Найджъл Фараж
Найджъл Пол Фара̀ж (на английски: Nigel Paul Farage, fæˈrɑːʒ) е британски политик и лидер на Британската партия на независимостта (UKIP) от 2010 г. От 1999 г. той е член на Европейския парламент и съпредседател на фракцията „Европа на свободата и демокрацията“.
До 1992 г. Фараж е член на консервативната партия на Албиона. Напускайки я, основава Британската партия на независимостта, след подписването на Договора от Маастрихт. След няколко безуспешни кампании, през 1999 г. успява да стане член на Европейския парламент, където е най-вече известен със скандалните си изказвания, наричайки Херман ван Ромпой – „парцал“. Описва себе си като либертарианец.
След световната финансова криза от 2008 г., партията на Фараж нараства. В стремежа си към завоюването на по-сериозни политически позиции, Фараж застъпва редица крайни виждания, като това, че българите и румънците са опасни и за британската социална система и не бива да се допуска свободния им достъп в Британия.
Фараж произхожда от семейство на брокер, чието препитание е било пласмент на ценни книжа и стоки. Женен е два пъти. Втората му съпруга е германка, от която има двама сина.
Фараж на няколко пъти посещава България, включително по покана на Слави Бинев. Специалния му интерес е насочен към българските цигани и гетата им. В средата на март 2013 г. в шотландска кръчма на импровизирана пресконференция на Фараж се разиграва скандална случка, вследствие на която британския националист е спасен с микробус на британската полиция, понеже шотландците го намират и наричат расист. В отговор пред Би Би Си Фараж нарича демонстрантите „фашистка измет“, която не представлява общественото мнение в Шотландия.
Единствените интервюта които Фараж дава за българска медия са за Би Ти Ви.